# Willy Caron
Willy Caron (* 15. Juni 1934 in Venlo; † 26. April 2010 in Den Haag) war ein niederländischer Opernsänger (Tenor).

## Biografie
Caron wuchs in einer musikalischen Familie auf und lernte mehrere Musikinstrumente. Bereits frühzeitig wurde seine Begabung als Sänger entdeckt. 1964 schloss er sein Studium in den Fächern Schauspiel und Operngesang am Konservatorium Mozarteum in Salzburg ab. Weitere Studien im Fach Gesang absolvierte er bis 1966 am Conservatorium van Amsterdam. Außerdem erhielt er Privatunterricht bei der Gesangslehrerin und Professorin Paula Lindberg. Er erlangte seinen internationalen Durchbruch im Februar 1964, nachdem er den Internationalen Verdi-Gesangswettbewerb in Venedig gewann. Beim Internationalen Gesangswettbewerb von Verviers gewann er 1965 den zweiten Preis. Ein Jahr später, 1966, in Brüssel dann den ersten Preis.
Caron sang im Verlauf seiner Karriere als Opernsänger sowohl das lyrische Tenorfach (Linkerton, Lenski, Sänger in Der Rosenkavalier), als auch das Fach des Charaktertenors (Schiuski) und des Buffotenors (Monostatos, Remendado). Er hatte ein zehnjähriges Engagement an der Oper Köln. Dort sang er unter anderem Edmondo in Manon Lescaut, Pinkerton in Madame Butterfly, den Schulmeister in Das schlaue Füchslein und den Schuster Frick in Pariser Leben. 
Caron trat auch an der Hamburger Staatsoper auf. Dort sang er in russischer Sprache die Rolle des Schiuski in Boris Godunow unter der musikalischen Leitung von Horst Stein und Wolfgang Sawallisch. In Hamburg sang er außerdem den Gefangenen Skuratov in Leoš Janáčeks Oper Aus einem Totenhaus unter der Leitung von Rafael Kubelík. An der Staatsoper Hannover gastierte er auch als Walther von der Vogelweide in Richard Wagners Tannhäuser.
Bei den Salzburger Festspielen sang er von 1972 bis 1976 die Rolle des Don Curzio in Le nozze di Figaro unter der musikalischen Leitung von Herbert von Karajan. 1975 wurde diese Produktion auch für das Fernsehen aufgezeichnet und bei Unitel veröffentlicht. Bei den Salzburger Osterfestspielen sang er, ebenfalls unter Herbert von Karajan, 1974/1975 die Rolle des Balthasar Zorn in Richard Wagners Oper Die Meistersinger von Nürnberg. Mehrfach trat Caron als Monostatos in Wolfgang Amadeus Mozarts Oper Die Zauberflöte auf, unter anderem in Paris unter Georg Solti, in Wien unter Karl Böhm und beim Flandern-Festival in Gent gemeinsam mit Lucia Popp unter der Leitung von Georg Fischer.
Caron trat auch als Konzertsänger hervor. Bei der Gesellschaft der Musikfreunde Passau sang er 1971 in der Nibelungenhalle die Tenor-Partie in Georg Friedrich Händels Oratorium Samson. Unter der Leitung von Rafael Kubelik trat er im Münchner Herkulessaal als Porcus in Arthur Honeggers Oratorium Johanna auf dem Scheiterhaufen gemeinsam mit Evelyn Lear, Christine Ostermayer und Peter Fricke auf.
In den Niederlanden wurde er vor allem bekannt als Solist mit der Koninklijke Zangvereniging Mastreechter Staar sowie dem Promenade Orkest, einem Symphonieorchester aus Amsterdam. Daneben trat er als Solist auch mit dem Limburgs Symfonie Orkest unter der Leitung von André Rieu senior auf. Bekannt wurde Caron auch als Operettensänger, unter anderem mit Werken von Franz Lehár, Eduard Künneke und Robert Stolz. In der Saison 1987/88 sang er den Menelaus in der Offenbach-Operette Die schöne Helena in einer Produktion mit dem Limburgs Symfonie Orkest bei Aufführungen in den südlichen Niederlanden (u. a. in Venlo, Maastricht und Sittard).
1998 war er Gründer des Willy Caron-Musiktheaters und versuchte dadurch, Klassische Musik einem breiteren Publikum zugänglich zu machen. Im November 2009 hatte er seinen letzten öffentlichen Auftritt als Sänger.
1975 erhielt er den Orde van de Gulden Humor. Für seine Verdienste wurde er 2008 zum Ritter des Ordens von Oranien-Nassau ernannt.